# 萨尔瓦托雷·琼塔
萨尔瓦托雷·琼塔（義大利語：Salvatore Gionta，1930年12月22日—2025年7月28日），意大利男子水球运动员。他曾代表意大利参加1952年和1960年夏季奥林匹克运动会水球比赛，分别获得铜牌和金牌。